# Kremlin Cup (10-Ball)
Der Kremlin Cup (russisch Кубок Кремля Kubok Kremlja) ist ein Poolbillardturnier im Olimpijski in der russischen Hauptstadt Moskau, das seit 2011 jährlich ausgetragen wird. Rekordsieger ist mit zwei Titeln der Russe Ruslan Tschinachow.
Das Turnier findet parallel zum seit 2005 ausgetragenen gleichnamigen Turnier in der Billardvariante Russisches Billard statt. Nachdem bei der ersten Austragung 9-Ball gespielt wurde, wechselte man 2012 zur Disziplin 10-Ball. 2020 wurde das Turnier aufgrund der COVID-19-Pandemie abgesagt.

## Die Turniere im Überblick
| Jahr | Sieger                                  | Ergebnis                                | Finalist                                | Halbfinalisten 1                        | Disziplin |
| ---- | --------------------------------------- | --------------------------------------- | --------------------------------------- | --------------------------------------- | --------- |
| 2011 | Nick Malai                              | 11:8                                    | Mika Immonen                            | Alexander Kazakis                       | 9-Ball    |
| 2011 | Nick Malai                              | 11:8                                    | Mika Immonen                            | Ruslan Tschinachow                      | 9-Ball    |
| 2012 | Mateusz Śniegocki                       | 8:6                                     | Denis Grabe                             | Nikos Ekonomopoulos                     | 10-Ball   |
| 2012 | Mateusz Śniegocki                       | 8:6                                     | Denis Grabe                             | Alexander Kazakis                       | 10-Ball   |
| 2013 | Thorsten Hohmann                        | 9:7                                     | Konstantin Stepanow                     | Denis Grabe                             | 10-Ball   |
| 2013 | Thorsten Hohmann                        | 9:7                                     | Konstantin Stepanow                     | Nick Malai                              | 10-Ball   |
| 2014 | Ruslan Tschinachow                      | 8:7                                     | Jewgeni Stalew                          | Fjodor Gorst                            | 10-Ball   |
| 2014 | Ruslan Tschinachow                      | 8:7                                     | Jewgeni Stalew                          | Niels Feijen                            | 10-Ball   |
| 2015 | Ruslan Tschinachow                      | 9:8                                     | Mika Immonen                            | Sanjin Pehlivanović                     | 10-Ball   |
| 2015 | Ruslan Tschinachow                      | 9:8                                     | Mika Immonen                            | Thorsten Hohmann                        | 10-Ball   |
| 2016 | Alexander Kazakis                       | 9:6                                     | Thorsten Hohmann                        | Dsmitryj Tschuprou                      | 10-Ball   |
| 2016 | Alexander Kazakis                       | 9:6                                     | Thorsten Hohmann                        | Ralf Souquet                            | 10-Ball   |
| 2017 | David Alcaide                           | 9:6                                     | Alexander Kazakis                       | Nick van den Berg                       | 10-Ball   |
| 2017 | David Alcaide                           | 9:6                                     | Alexander Kazakis                       | Eklent Kaçi                             | 10-Ball   |
| 2018 | Niels Feijen                            | 8:7                                     | Alexander Kazakis                       | Albin Ouschan                           | 10-Ball   |
| 2018 | Niels Feijen                            | 8:7                                     | Alexander Kazakis                       | Fjodor Gorst                            | 10-Ball   |
| 2019 | Tyler Styer                             | 8:7                                     | David Alcaide                           | Aleksa Pecelj                           | 10-Ball   |
| 2019 | Tyler Styer                             | 8:7                                     | David Alcaide                           | Shane van Boening                       | 10-Ball   |
| 2020 | abgesagt aufgrund der COVID-19-Pandemie | abgesagt aufgrund der COVID-19-Pandemie | abgesagt aufgrund der COVID-19-Pandemie | abgesagt aufgrund der COVID-19-Pandemie | 10-Ball   |
| 2021 | Babken Melkonyan                        | 9:7                                     | Konstantin Solotilow                    | Konstantin Stepanow                     | 10-Ball   |
| 2021 | Babken Melkonyan                        | 9:7                                     | Konstantin Solotilow                    | Dimitris Loukatos                       | 10-Ball   |

## Rangliste der Sieger
| Platz | Spieler            | Gold | Silber | Bronze |
| ----- | ------------------ | ---- | ------ | ------ |
| 1     | Ruslan Tschinachow | 2    | 0      | 1      |
| 2     | Alexander Kazakis  | 1    | 2      | 2      |
| 3     | Thorsten Hohmann   | 1    | 1      | 1      |
| 4     | David Alcaide      | 1    | 1      | 0      |
| 5     | Nick Malai         | 1    | 0      | 1      |
| 5     | Niels Feijen       | 1    | 0      | 1      |
| 7     | Mateusz Śniegocki  | 1    | 0      | 0      |
| 7     | Tyler Styer        | 1    | 0      | 0      |
| 7     | Babken Melkonyan   | 1    | 0      | 0      |